# Plectroscapoides multituberculatus
Plectroscapoides multituberculatus är en skalbaggsart som beskrevs av Teocchi 1996. Plectroscapoides multituberculatus ingår i släktet Plectroscapoides och familjen långhorningar. Inga underarter finns listade i Catalogue of Life.